# Hokej na travi na OI 1996.
Olimpijske igre 1996. su se održale u SAD-u, u Atlanti.

## Mjesta odigravanja susreta
Glavno igralište na kojem su se igrale utakmice je bio stadion Alonzo Herndon u kampusu koledža Morris Brown, a sekundarni je bio stadion Panther u kampusu sveučilišta Clark Atlanta u Atlanti.

## Momčadi sudionice
Sudjelovalo je dvanaest momčadi: Pakistan, Indija, Australija, Malezija, Južna Koreja, Nizozemska, Argentina, Uj. Kraljevstvo, Njemačka, Španjolska, JAR i domaćin SAD.

### Argentina
Pablo Moreira, Jorge Querejeta, Edgardo Pailos, Diego Chiodo, Alejandro Doherty, Fernando Moresi, Rodolfo Perez, Carlos Retegui, Jorge Lombi, Gabriel Minadeo, Fernando Ferrara, Leandro Baccaro, Rodolfo Schmitt, Santiago Capurro, Maximiliano Caldas, Pablo Lombi

### Australija
Mark Hager, Stephen Davies, Baeden Choppy, Lachlan Elmer, Stuart Carruthers, Grant Smith, Damon Diletti, Lachlan Dreher, Brendan Garard, Paul Gaudoin, Paul Lewis, Matthew Smith, Jay Stacy, Daniel Sproule, Ken Wark, Michael York

### Indija
Subbaiah Anjaparavanda, Harpreet Singh, Mohammed Riaz, Sanjeev Kumar, Baljeet Singh, Sabu Varkey, Mukesh Kumar Nandanoori, Rahul Singh, Dhanraj Pillay, Pargat Singh, Baljit Singh Dhillon, Alloysuis Edwards, Anil Alexander, Gavin Ferreira, Ramandeep Singh, Dilip Tirkey

### JAR
Brian Myburgh, Brad Milne, Shaun Cooke, Craig Jackson, Craig Fulton, Bradley Michalaro, Gregg Clark, Gary Boddington, Allistar Fredericks, Wayne Graham, Kevin Chree, Charles Teversham, Gregory Nicol, Matthew Hallowes, William Fulton, Murray Anderson

### J. Koreja
Jin-Soo Koo, Seok-Kyo Shin, Beung-Kook Han, Myung-Keun You, Myung-Jun Cho, Jong-Ha Jeon, Seung-Jin You, Shin-Heum Park, Keon-Wook Kang, Jong-Yi Kim, Yong-Kyun Jeong, Seung-Tae Song, Yong-Bae Kim, Kyung-Suep Hong, Young-Kyu Kim, Yoon Kim

### Malezija
Mohd Nasihin Ibrahim, Maninderjit Magmar Singh, Lailin Abu Hassan, Brian Siva, Lim Chiow Chuan, Charles David, Chairil Anwar Abdul Aziz, Lam Mun Fatt, Shankar Ramu, Nor Saiful Zaini Nasiruddin, Kaliswaran Muniandy, Aphthar Singh, Mirnawan Nawawi, Calvin Fernandez, Kuhan Shanmuganathan, Hamdan Hamzah

### Nizozemska
Ronald Jansen, Bram Lomans, Leo Klein Gebbink, Erik Jazet, Tycho van Meer, Wouter van Pelt, Marc Delissen, Jacques Brinkman, Maurits Crucq, Stephan Veen, Floris Jan Bovelander, Jeroen Delmee, Guus Vogels, Teun de Nooijer, Remco van Wijk, Taco van den Honert

### Njemačka
Christopher Reitz, Michael Knauth, Jan-Peter Tewes, Carsten Fischer, Christian Blunck, Stefan Saliger, Björn Emmerling, Patrick Bellenbaum, Sven Meinhardt, Christoph Bechmann, Oliver Domke, Andreas Becker, Michael Green, Klaus Michler, Volker Fried, Christian Mayerhöfer

### Pakistan
Mansoor Ahmed, Mohammad Kaleem, Naveed Alam, Muhammad Usman, Muhammad Khalid, Mohammad Shafqat, Mohammad Sarwar, Zaman Tahir, Kamran Ashraf, Muhammad Shahbaz, Ahmed Shahbaz, Khalid Mehmood, Rana Mujahid Ali, Irfan Mahmood, Aleem Raza, Rahim Kahn

### SAD
Tom Vano, Steve Danielson, Larry Amar, Marq Mellor, Scott Williams, Steve Jennings, Steven van Randwijck, Mark Wentges, John O'Neill, Eelco Wassenaar, Nick Butcher, Ahmed Elmaghraby, Phil Sykes, Otto Steffers, Ben Maruquin, Steve Wagner

### Španjolska
Ramón Jufresa, Oscar Barrena, Joaquín Malgosa, Jordi Arnau, Juantxo García-Mauriño, Jaime Amat, Juan Escarré, Victor Pujol, Ignacio Cobos, Xavier Escudé, Javier Arnau, Ramón Sala, Juan Dinares, Pablo Amat, Pablo Usoz, Antonio González

### Uj. Kraljevstvo
Simon Mason, David Luckes, Jon Wyatt, Julian Halls, Soma Singh, Simon Hazlitt, Jason Laslett, Kalbir Takher, Jason Lee, Nicky Thompson, Chris Mayer, Philip McGuire, Russell Garcia, John Shaw, Calum Giles, Daniel Hall

## Natjecateljski sustav
Natjecanje se odvijalo u dva kruga. Prvi se igrao u dvjema skupinama po 6 momčadi. Igralo se po jednostrukom ligaškom sustavu. Za pobjedu se dobivalo 2 boda, za neriješeno bod, a za poraz ništa.
Prve dvije momčadi iz obiju skupina su igrale unakrižno poluzavršnicu A1-B2 i A2-B1. Pobjednici su igrali završnicu, poraženi za broncu.

3. i 4. iz skupina su igrali unakrižno za poredak od 5. do 8. mjesta. Pobjednici su igrali za 5., a poraženi za 7. mjesto.

5. i 6. iz skupina su igrali unakrižno za poredak od 9. do 12. mjesta. Pobjednici su igrali za 9., a poraženi za 11. mjesto.

## Rezultati

### Prvi krug - po skupinama

#### Skupina "A"
| Nadnevak   |       | Momčad     |       | Momčad     |
| ---------- | ----- | ---------- | ----- | ---------- |
| 20. srpnja | 9:00  | Španjolska | 1 : 0 | Njemačka   |
| 20. srpnja | 17:30 | Pakistan   | 4 : 0 | SAD        |
| 20. srpnja | 20:00 | Indija     | 0 : 1 | Argentina  |
| 22. srpnja | 9:00  | Pakistan   | 0 : 3 | Španjolska |
| 22. srpnja | 17:30 | Njemačka   | 1 : 1 | Indija     |
| 22. srpnja | 20:00 | SAD        | 2 : 5 | Argentina  |
| 24. srpnja | 9:00  | SAD        | 0 : 4 | Indija     |
| 24. srpnja | 17:30 | Španjolska | 2 : 1 | Argentina  |
| 24. srpnja | 20:00 | Njemačka   | 3 : 1 | Pakistan   |
| 26. srpnja | 9:00  | Njemačka   | 3 : 0 | Argentina  |
| 26. srpnja | 17:30 | Pakistan   | 0 : 0 | Indija     |
| 26. srpnja | 20:00 | Španjolska | 7 : 1 | SAD        |
| 28. srpnja | 9:00  | Pakistan   | 6 : 2 | Argentina  |
| 28. srpnja | 17:30 | Njemačka   | 3 : 0 | SAD        |
| 28. srpnja | 20:00 | Španjolska | 1 : 3 | Indija     |

| Mj. | Država     | Ut | Pb | N | Pz | Pos | Pri | RP  | Bod |
| --- | ---------- | -- | -- | - | -- | --- | --- | --- | --- |
| 1.  | Španjolska | 5  | 4  | 0 | 1  | 14  | 5   | 9   | 8   |
| 2.  | Njemačka   | 5  | 3  | 1 | 1  | 10  | 3   | 7   | 7   |
| 3.  | Indija     | 5  | 2  | 2 | 1  | 8   | 3   | 5   | 6   |
| 4.  | Pakistan   | 5  | 2  | 1 | 2  | 11  | 8   | 3   | 5   |
| 5.  | Argentina  | 5  | 2  | 0 | 3  | 9   | 13  | -4  | 4   |
| 6.  | SAD        | 5  | 0  | 0 | 5  | 3   | 23  | -20 | 0   |

#### Skupina "B"
| Nadnevak   |       | Momčad          |       | Momčad          |
| ---------- | ----- | --------------- | ----- | --------------- |
| 21. srpnja | 9:00  | Nizozemska      | 2 : 0 | Malezija        |
| 21. srpnja | 17:30 | Uj. Kraljevstvo | 2 : 2 | J. Koreja       |
| 21. srpnja | 20:00 | JAR             | 1 : 1 | Australija      |
| 23. srpnja | 9:00  | Nizozemska      | 2 : 2 | Uj. Kraljevstvo |
| 23. srpnja | 17:30 | Malezija        | 2 : 2 | JAR             |
| 23. srpnja | 20:00 | Australija      | 3 : 2 | J. Koreja       |
| 25. srpnja | 9:00  | J. Koreja       | 3 : 3 | JAR             |
| 25. srpnja | 17:30 | Malezija        | 2 : 2 | Uj. Kraljevstvo |
| 25. srpnja | 20:00 | Nizozemska      | 3 : 2 | Australija      |
| 27. srpnja | 9:00  | Malezija        | 1 : 5 | Australija      |
| 27. srpnja | 17:30 | JAR             | 0 : 2 | Uj. Kraljevstvo |
| 27. srpnja | 20:00 | Nizozemska      | 3 : 1 | J. Koreja       |
| 29. srpnja | 9:00  | Uj. Kraljevstvo | 0 : 2 | Australija      |
| 29. srpnja | 17:30 | Malezija        | 2 : 4 | J. Koreja       |
| 29. srpnja | 20:00 | Nizozemska      | 4 : 1 | JAR             |

| Mj. | Država          | Ut | Pb | N | Pz | Pos | Pri | RP | Bod |
| --- | --------------- | -- | -- | - | -- | --- | --- | -- | --- |
| 1.  | Nizozemska      | 5  | 4  | 1 | 0  | 14  | 6   | 8  | 9   |
| 2.  | Australija      | 5  | 3  | 1 | 1  | 13  | 7   | 6  | 7   |
| 3.  | Uj. Kraljevstvo | 5  | 1  | 3 | 1  | 8   | 8   | 0  | 5   |
| 4.  | J. Koreja       | 5  | 1  | 2 | 2  | 12  | 13  | -1 | 4   |
| 5.  | JAR             | 5  | 0  | 3 | 2  | 7   | 12  | -5 | 3   |
| 6.  | Malezija        | 5  | 0  | 2 | 3  | 7   | 15  | -8 | 2   |

### Drugi krug - za poredak

#### Za 9. – 12. mjesto
| Nadnevak   |      | Momčad    |       | Momčad   |
| ---------- | ---- | --------- | ----- | -------- |
| 31. srpnja | 8:30 | Argentina | 4 : 4 | Malezija |
| 31. srpnja | 8:30 | JAR       | 3 : 0 | SAD      |

Argentinië wint na verlengingen de strafballenserie met 3-0.
- za 11. mjesto

| Nadnevak    |      | Momčad   |       | Momčad |
| ----------- | ---- | -------- | ----- | ------ |
| 1. kolovoza | 8:30 | Malezija | 4 : 1 | SAD    |

- za 9. mjesto

| Nadnevak    |      | Momčad    |       | Momčad |
| ----------- | ---- | --------- | ----- | ------ |
| 1. kolovoza | 8:30 | Argentina | 3 : 2 | JAR    |

#### Za 5. – 8. mjesto
| Nadnevak   |       | Momčad          |       | Momčad    |
| ---------- | ----- | --------------- | ----- | --------- |
| 31. srpnja | 11:00 | Indija          | 3 : 3 | J. Koreja |
| 31. srpnja | 11:00 | Uj. Kraljevstvo | 1 : 2 | Pakistan  |

Južna Koreja je pobijedila nakon raspucavanja sa 5:3.
- za 7. mjesto

| Nadnevak    |       | Momčad |       | Momčad          |
| ----------- | ----- | ------ | ----- | --------------- |
| 1. kolovoza | 11:00 | Indija | 3 : 4 | Uj. Kraljevstvo |

- za 5. mjesto

| Nadnevak    |      | Momčad    |       | Momčad   |
| ----------- | ---- | --------- | ----- | -------- |
| 2. kolovoza | 8:30 | J. Koreja | 3 : 1 | Pakistan |

#### Poluzavršnica
| Nadnevak   |       | Momčad     |       | Momčad     |
| ---------- | ----- | ---------- | ----- | ---------- |
| 31. srpnja | 17:30 | Španjolska | 2 : 1 | Australija |
| 31. srpnja | 20:00 | Njemačka   | 1 : 3 | Nizozemska |

- za brončano odličje

| Nadnevak    |       | Momčad     |       | Momčad   |
| ----------- | ----- | ---------- | ----- | -------- |
| 2. kolovoza | 17:00 | Australija | 3 : 2 | Njemačka |

### Završnica
| Nadnevak    |       | Momčad     |       | Momčad     |
| ----------- | ----- | ---------- | ----- | ---------- |
| 2. kolovoza | 19:30 | Španjolska | 1 : 3 | Nizozemska |

Pobijedila je momčad Nizozemske.

## Završni poredak
| Momčadi |                        |
| Zlato   | Nizozemska             |
| Srebro  | Španjolska             |
| Bronca  | Australija             |
| 4.      | Njemačka               |
| 5.      | Južna Koreja           |
| 6.      | Pakistan               |
| 7.      | Ujedinjeno Kraljevstvo |
| 8.      | Indija                 |
| 9.      | Argentina              |
| 10.     | JAR                    |
| 11.     | Malezija               |
| 12.     | SAD                    |

| Olimpijski prvaci 1996. |
| ----------------------- |
| Nizozemska Prvi naslov  |

## Djevojčadi sudionice
Sudjelovale su djevojčadi: Australije, Južne Koreje, Argentine, Njemačke, Nizozemske, Uj. Kraljevstva, Španjolske i domaćina SAD-a. 
Izravno su se na turnir plasirale domaćinke SAD, braniteljice naslova Španjolska i Australija. 
Preostale sudionice su plasmani izborile na izlučnom turniru odigranom 1995.: J. Koreja, Uj. Kraljevstvo, Njemačka, Argentina i Nizozemska.

### Argentina
Mariana Arnal, Sofia MacKenzie, Magdalena Aicega, Silvina Corvalan, Ana Gambero, Julieta Castellan, Danelotti Pando, Gabriela Sánchez, Vanina Oneto, Jorgelina Rimoldi Puig, Karina Masotta, Maria Paula Castelli, Veronica Artica, Cecilia Rognoni, Ayelén Stepnik, Mariana González

### Australija
Clover Maitland, Danni Roche, Liane Tooth, Alyson Annan, Juliet Haslam, Jenny Morris, Louise Dobson, Lisa Powell, Karen Marsden, Kate Starre, Renita Farrell, Jackie Pereira, Nova Peris-Kneebone, Rechelle Hawkes, Katrina Powell, Michelle Andrews

### J. Koreja
Jae-Sook You, Eun-Kyung Choi, Eun-Jung Cho, Seung-Shin Oh, Jeong-Sook Lim, Myung-Ok Kim, Eun-Jung Chang, Ji-Young Lee, Eun-Kyung Lee, Soo-Hyun Kwon, Hyun-Jung Woo, Mi-Soon Choi, Eun-Young Lee, Young-Sun Jeon, Chang-Sook Kwon, Deok-San Jin

### Nizozemska
Jacqueline Toxopeus, Stella de Heij, Fleur van de Kieft, Carole Thate, Ellen Kuipers, Jeannette Lewin, Nicky Koolen, Dillianne van den Boogaard, Margje Teeuwen, Mijntje Donners, Willemijn Duyster, Suzanne Plesman, Noor Holsboer, Florentine Steenberghe, Wietske de Ruiter, Suzan van der Wielen

### Njemačka
Susie Wollschläger, Birgit Beyer, Vanessa Schmoranzer van Kooperen, Tanja Dickenscheid, Nadine Ernsting-Krienke, Simone Thomaschinski, Irina Kuhnt, Melanie Cremer, Franziska Hentschel, Kristina Peters, Eva Hagenbäumer, Britta Becker, Natasha Keller, Philippa Suxdorf, Heike Lätzsch, Katrin Kauschke

### SAD
Patty Shea, Laurel Martin, Liz Tchou, Marcia Pankratz, Cindy Werley, Diane Madl, Kris Fillat, Kelli James, Tracey Fuchs, Antoinette Lucas, Katie Kauffman, Andrea Wieland, Leslie Lyness, Barbara Marois, Jill Reeve, Pamela Bustin

### Španjolska
Elena Carrión, Natalia Dorado, María Cruz González, Carmen Barea, Silvia Manrique, Nagore Gabellanes, Teresa Motos, Sonia Barrio, Monica Rueda, Luci Lopez, Mar Feito, Maider Tellería, Elena Urquizu, Bego Larzabal, Sonia de Ignacio-Simo, María Victoria González

### Uj. Kraljevstvo
Joanne Thompson, Hilary Rose, Christine Cook, Tina Cullen, Karen Brown, Jill Atkins, Sue Fraser, Rhona Simpson, Mandy Nicholls, Jane Sixsmith, Pauline Robertson, Jo Mould, Tammy Miller, Anna Bennett, Mandy Davies, Kathryn Johnson

## Natjecateljski sustav
Natjecanje se odvijalo u dva kruga. Prvi se igrao u jednoj skupini od 8 djevojčadi po 6 momčadi. Igralo se po jednostrukom ligaškom sustavu. Za pobjedu se dobivalo 2 boda, za neriješeno bod, a za poraz ništa.
Prve dvije djevojčadi su igrale susret za prvo mjesto.

Treća i četvrta djevojčad su igrale susret za broncu.

Poredak u skupini od 5. do 8. mjesta je bio i konačnim poredkom na turniru za ta mjesta.

## Rezultati

### Prvi krug - u skupini
| Nadnevak   |       | Djevojčad  |       | Djevojčad       |
| ---------- | ----- | ---------- | ----- | --------------- |
| 20. srpnja | 9:00  | SAD        | 1 : 1 | Nizozemska      |
| 20. srpnja | 11:00 | Australija | 4 : 0 | Španjolska      |
| 20. srpnja | 17:30 | Argentina  | 0 : 2 | Njemačka        |
| 20. srpnja | 20:00 | J. Koreja  | 5 : 0 | Uj. Kraljevstvo |
| 21. srpnja | 17:30 | Španjolska | 1 : 2 | Njemačka        |
| 21. srpnja | 20:00 | Nizozemska | 1 : 1 | Uj. Kraljevstvo |
| 22. srpnja | 9:00  | Australija | 7 : 1 | Argentina       |
| 22. srpnja | 11:00 | SAD        | 3 : 2 | J. Koreja       |
| 23. srpnja | 9:00  | Australija | 1 : 0 | Njemačka        |
| 23. srpnja | 11:00 | Španjolska | 0 : 1 | Argentina       |
| 23. srpnja | 17:30 | Nizozemska | 1 : 3 | J. Koreja       |
| 23. srpnja | 20:00 | SAD        | 0 : 1 | Uj. Kraljevstvo |
| 25. srpnja | 9:00  | Španjolska | 2 : 2 | Uj. Kraljevstvo |
| 25. srpnja | 11:00 | Nizozemska | 4 : 3 | Njemačka        |
| 25. srpnja | 17:30 | Australija | 3 : 3 | J. Koreja       |
| 25. srpnja | 20:00 | SAD        | 1 : 2 | Argentina       |
| 26. srpnja | 17:30 | SAD        | 1 : 1 | Njemačka        |
| 26. srpnja | 20:00 | Australija | 1 : 0 | Uj. Kraljevstvo |
| 27. srpnja | 9:00  | Španjolska | 0 : 2 | J. Koreja       |
| 27. srpnja | 11:00 | Nizozemska | 4 : 1 | Argentina       |
| 28. srpnja | 9:00  | Njemačka   | 2 : 3 | Uj. Kraljevstvo |
| 28. srpnja | 11:00 | Australija | 4 : 0 | SAD             |
| 28. srpnja | 17:30 | Španjolska | 2 : 4 | Nizozemska      |
| 28. srpnja | 20:00 | Argentina  | 2 : 2 | J. Koreja       |
| 30. srpnja | 9:00  | Argentina  | 0 : 5 | Uj. Kraljevstvo |
| 30. srpnja | 11:00 | Njemačka   | 0 : 1 | J. Koreja       |
| 30. srpnja | 17:30 | Španjolska | 0 : 2 | SAD             |
| 30. srpnja | 20:00 | Australija | 4 : 0 | Nizozemska      |

| Mj. | Država          | Ut | Pb | N | Pz | Pos | Pri | RP  | Bod |
| --- | --------------- | -- | -- | - | -- | --- | --- | --- | --- |
| 1.  | Australija      | 7  | 6  | 1 | 0  | 24  | 4   | 20  | 13  |
| 2.  | J. Koreja       | 7  | 4  | 2 | 1  | 18  | 9   | 9   | 10  |
| 3.  | Uj. Kraljevstvo | 7  | 3  | 2 | 2  | 12  | 11  | 1   | 8   |
| 4.  | Nizozemska      | 7  | 3  | 2 | 2  | 15  | 15  | 0   | 8   |
| 5.  | SAD             | 7  | 2  | 2 | 3  | 8   | 11  | -3  | 6   |
| 6.  | Njemačka        | 7  | 2  | 1 | 4  | 10  | 11  | -1  | 5   |
| 7.  | Argentina       | 7  | 2  | 1 | 4  | 7   | 21  | -14 | 5   |
| 8.  | Španjolska      | 7  | 0  | 1 | 6  | 5   | 17  | -12 | 1   |

### Za brončano odličje
| Nadnevak    |       | Djevojčad       |       | Djevojčad  |
| ----------- | ----- | --------------- | ----- | ---------- |
| 1. kolovoza | 17:00 | Uj. Kraljevstvo | 0 : 0 | Nizozemska |

Nizozemska je pobijedila nakon produžetaka sa 4:3.

### Završnica
| Nadnevak    |       | Djevojčad  |       | Djevojčad |
| ----------- | ----- | ---------- | ----- | --------- |
| 1. kolovoza | 19:30 | Australija | 3 : 1 | J. Koreja |

Pobijedila je djevojčad Australije.

## Završni poredak
| Momčadi |                        |
| Zlato   | Australija             |
| Srebro  | Južna Koreja           |
| Bronca  | Nizozemska             |
| 4.      | Ujedinjeno Kraljevstvo |
| 5.      | SAD                    |
| 6.      | Njemačka               |
| 7.      | Argentina              |
| 8.      | Španjolska             |

| Olimpijske prvakinje 1996. |
| -------------------------- |
| Australija Drugi naslov    |